# Rundfunkgebührenbeauftragter
Rundfunkgebührenbeauftragte waren Selbständige, die haupt- oder nebenberuflich als Subunternehmer der deutschen Landesrundfunkanstalten arbeiteten. Sie wurden im Volksmund auch GEZ-Kontrolleure oder GEZ-Fahnder genannt. Entgegen verbreiteten Irrtümern waren sie weder Beamte noch mit hoheitlichen Rechten ausgestattet. Sie standen auch in keiner Vertragsbeziehung mit der zentralen Gebührenverwaltung (GEZ), obwohl von ihnen teilweise neben den ordnungsgemäßen Ausweisen der jeweiligen Landesrundfunkanstalt auch „GEZ-Ausweise“ mitgeführt wurden. Rundfunkgebührenbeauftragte hatten den Auftrag, in einem ihnen zugewiesenen Gebiet die Einhaltung der Gebührenpflicht gemäß dem Rundfunkgebührenstaatsvertrag zu kontrollieren. Diese auch durchzusetzen, gehörte nicht zu ihren Befugnissen, obwohl oft berichtet wird, dass dieser Anschein von Rundfunkgebührenbeauftragten erweckt oder nicht vermieden wurde.
Im Rahmen der Umstellung auf den Rundfunkbeitrag im Jahr 2013 wurde der Beauftragtendienst je nach Bundesland zwischen 2012 und 2014 eingestellt.

## Aufgaben und Tätigkeitsgebiet
Zur möglichst vollständigen Erfassung aller Rundfunkteilnehmer – auch unter dem Gesichtspunkt der Gebührengerechtigkeit – beschäftigten die Landesrundfunkanstalten die Rundfunkgebührenbeauftragten, die für sie die Ermittlungen und Kontrolle der Gebührenpflichtigen übernehmen. Da ein gewisser Anteil der Rundfunkempfangsgeräte aus verschiedenen Gründen nicht oder nicht richtig angemeldet wurde, wurden die Rundfunkgebührenbeauftragen seitens der Landesrundfunkanstalten zur korrekten Registrierung und Beratung der Rundfunkteilnehmer vor Ort eingesetzt.
Ihre Aufgaben ließen sich wie folgt zusammenfassen:
1. Information der Rundfunkteilnehmer bezüglich aller Fragen zur Gebührenpflicht
2. Über die geltenden Bestimmungen bezüglich der Anmeldung und des Bereithaltens von Rundfunkempfangsgeräten (Hörfunk- und Fernsehgeräte) sowie der Zahlung der Rundfunkgebühren (Grund- und Fernsehgebühr) Auskünfte zu erteilen.
3. Gegebenenfalls Anmeldungen von bisher nicht angemeldeten bereitgehaltenen Empfangsgeräten entgegenzunehmen. Die eigentliche Aufgabe besteht aber lediglich in der Feststellung von Hinweisen dazu, ob eine unerfüllte Gebührenpflicht vorliegt.

In Deutschland gab es ungefähr 5.000 Rundfunkgebührenbeauftragte. Diese bekamen bei Vertragsabschluss von den Landesrundfunkanstalten ihr festes örtliches Tätigkeitsgebiet (sogenanntes Beauftragtengebiet, ca. 100.000 Einwohner) zugewiesen. Sie erhielten für jedes von ihnen neu ermittelte, bisher nicht gemeldete anmeldepflichtige Hörfunk- oder Fernsehgerät eine Provision. Die Rundfunkgebührenbeauftragten führten ihren Auftrag nach eigenem Ermessen und auf eigenes Risiko durch, wobei sie die Grenzen ihrer Befugnisse und des geltenden Rechts einzuhalten hatten und die Landesrundfunkanstalten eine regelmäßige ganztägige Tätigkeit erwarteten.

## Rechtliche Befugnisse und Pflichten
Der Gebührenbeauftragte wirkte im Auftrag der Landesrundfunkanstalten (LRA) an der Verwirklichung ihres Auskunftsrechts mit. Die zuständige LRA konnte von Rundfunkteilnehmern und von Personen, bei denen tatsächliche Anhaltspunkte vorlagen, dass sie ein Rundfunkgerät zum Empfang bereithielten, Auskünfte über Grund, Höhe und Zeitraum ihrer Gebührenpflicht verlangen. Gebührenbeauftragte trugen damit im Sinne des Rundfunkstaatsvertrages diesen Auskunftsanspruch zu den Bewohnern ihres Tätigkeitsgebietes. Sie hatten aber keine Befugnisse, diesen Auskunftsanspruch gegenüber irgendjemandem durchzusetzen.
Wer keine Auskunft gab oder geben wollte, konnte nur von der Landesrundfunkanstalt selbst, also nicht vom Gebührenbeauftragten, zur Auskunft verpflichtet werden (sogenanntes „Verwaltungszwangsverfahren“ mit dem Gegenstand, Auskunft zu erhalten). Der Gebührenbeauftragte hatte diesbezüglich keine Rechte und durfte insbesondere keine Auskünfte erzwingen oder erpressen. Die Landesrundfunkanstalt durfte ein Auskunftsverfahren auch nur dann durchführen, wenn ihr „anmeldungsrelevante Hinweise“ vorlagen. Sie konnte Auskunft auch von Personen verlangen, die mit dem Rundfunkteilnehmer in häuslicher Gemeinschaft lebten.
Die mündliche Befragung konnte vom Befragten abgelehnt werden. In diesem Fall war eine schriftliche Anfrage zuzusenden. Zu überhaupt keiner Auskunft war verpflichtet, wer gar keine Rundfunkempfangsgeräte bereithielt. Nach Auffassung der Landesdatenschutzbeauftragten musste auch derjenige keine weiteren Auskünfte geben, der nur ein Radio besitzt und dieses bereits angemeldet hat.
Auch war kein Befragter verpflichtet, über die oben genannte Auskunft zu Empfangsgeräten in häuslicher Gemeinschaft hinaus Auskunft über Dritte zu geben. Die Erhebung derartiger Daten war vielmehr ohne besondere Zustimmung des Betroffenen in der Regel datenschutzrechtlich unzulässig. Es gab daher keine Auskunftspflicht hinsichtlich Fragestellungen wie etwa, mit wem man zusammen lebt oder an wen man ein Radio verschenkt hat.
Ein Gebührenbeauftragter konnte GEZ-Anmeldeformulare mitführen. Er durfte eine GEZ-Anmeldung oder die Unterschrift darunter jedoch nicht durch Drohung oder Täuschung herbeiführen. Er konnte lediglich anmeldungsrelevante Hinweise in einem Ermittlungsbericht für die Landesrundfunkanstalt notieren. Abmeldungen konnten überhaupt nicht beim Gebührenbeauftragten eingereicht werden, sondern waren nur direkt bei der GEZ oder der jeweiligen Landesrundfunkanstalt schriftlich möglich.
Rundfunkgebührenbeauftragte hatten nach einem Urteil des Bundesfinanzhofs (BFH) keine hoheitliche Befugnisse, da ihnen keine Zwangsbefugnisse, das sogenannte Betreibungsrecht, zustehen. Sie waren beispielsweise nicht befugt, Privaträume gegen den Willen der Bewohner zu betreten. Der Verstoß gegen eine Aufforderung, Privaträume zu verlassen oder sie nicht zu betreten, ist Hausfriedensbruch.
Nach dem Bericht des sächsischen Datenschutzbeauftragten für den Berichtszeitraum 1. April 2007 bis 31. März 2009 hatten Rundfunkgebührenbeauftragte auch keinen Anspruch auf Amtshilfe durch die Polizei, z. B. beim Feststellen von Personalien.
Gebührenbeauftragte waren auch nicht berechtigt, ihre Aufgaben von Dritten wahrnehmen zu lassen oder sie gemeinsam mit unbefugten Dritten auszuführen.

## Probleme
Die Gebührenbeauftragten wurden nach Erfolg – also nach der Zahl neu angemeldeter Teilnehmer und der Höhe der eingetriebenen Nachzahlungen – provisioniert, hatten aber – außer dem den Landesrundfunkanstalten nach dem Rundfunkgebührenstaatsvertrag zustehenden Auskunftsanspruch – keine weiteren rechtlichen Befugnisse.
Daher bestand die Gefahr, dass sie in einen Interessenkonflikt gerieten und ihre Ermittlungsbemühungen gegen wirkliche oder vermeintliche Schwarzseher oft in einer rechtlichen Grauzone stattfanden. Berichte der Presse, nach denen von einzelnen Beauftragten bei der Fahndung rechtliche Grenzen überschritten worden seien (z. B. durch Einschüchterung oder Täuschung), ließen sich dadurch erklären.
Die Tätigkeit der Gebührenbeauftragten unterlag der Kontrolle der zuständigen Landesrundfunkanstalt, die Meldungen über Fehlverhalten der Gebührenbeauftragten nachgehen sollte.

## Datenschutz
Für die datenschutzrechtliche Kontrolle der Rundfunkbeauftragten waren die Datenschutzbeauftragten der zuständigen Landesrundfunkanstalt zuständig.

## Image
Das Ansehen der Rundfunkgebührenbeauftragten in der Gesellschaft war überwiegend sehr schlecht. Gründe dafür lagen einerseits darin, dass die erlaubten Ermittlungen und Kontrollen der Gebührenbeauftragten mit Spitzeldiensten und der Tätigkeit von Schnüfflern assoziiert wurden. Andere Gründe lagen in dem immer wieder berichteten und von manchen Betroffenen als sehr belastend empfundenen Fehlverhalten einzelner Gebührenbeauftragter, das auch teilweise zu für die Betroffenen zermürbenden Verfahren geführt hat. Einem positiveren Image der Gebührenbeauftragten stand auch der Umstand entgegen, dass sie ihre Klientel in der Regel unangemeldet und überraschend und teilweise auch in den Abendstunden aufsuchten. Auf breite gesellschaftliche Kritik stießen auch einige Medienkampagnen der Rundfunkanstalten, in denen zweifelhafte und die Regeln des guten Geschmacks verletzende Methoden gesehen wurden. Seitens der Rundfunkanstalten wurden diese Umstände überwiegend nicht als mögliche Gründe für das schlechte Image akzeptiert. Es wurde hingegen davon ausgegangen, dass die durch Gebührenbeauftragte ermittelten sogenannten Schwarzseher, die sich mit erheblichen Nachzahlungen konfrontiert sahen, negativ über die Beauftragten berichteten. Unter anderem wurde Jugendlichen unterstellt, sich oft bewusst durch Nichtanmeldung möglichst lang der Gebührenzahlung zu entziehen.